# Trogoxylon caseyi
Trogoxylon caseyi är en skalbaggsart som beskrevs av Pierre Lesne 1937. Trogoxylon caseyi ingår i släktet Trogoxylon och familjen kapuschongbaggar. Inga underarter finns listade i Catalogue of Life.

## Bildgalleri

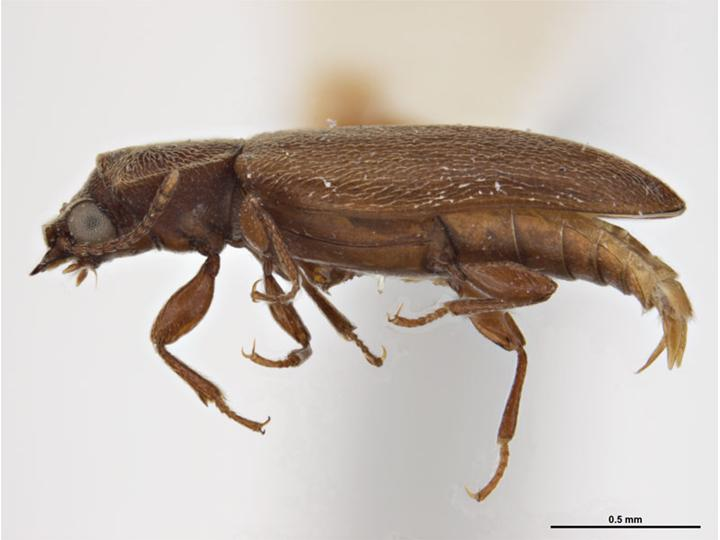